# Distretto di Palca (Huancavelica)
Il distretto di Palca  è uno dei diciannove distretti della provincia di Huancavelica, in Perù. Si trova nella regione di Huancavelica e si estende su una superficie di 82.08 chilometri quadrati.